# Plooirokmycena
De plooirokmycena  (Mycena rhenana) is een schimmel uit de familie Mycenaceae. Ze komt voor op gevallen vruchten zoals elzenkatjes en bolsters van de tamme kastanje. De hoedrand is een klein beetje rafelig.

## Verspreiding
De plooirokmycena komt in Nederland vrij zeldzaam voor.